# Hillsborough (Irlanda del Nord)
Hillsborough (Cromghlinn in gaelico irlandese) è un villaggio dell'Irlanda del Nord, situato nella contea di Down.